# Sun-sun
Sun-sun (chino tradicional: 纯纯; pehoeji: sun-sun; kana: ジュン ジュン; romaji: junjun; 1914 - 8 de enero de 1943), nacido bajo el nombre de Lau-Chheng hiong (刘 清香), fue una popular cantante taiwanesa. 

## Biografía

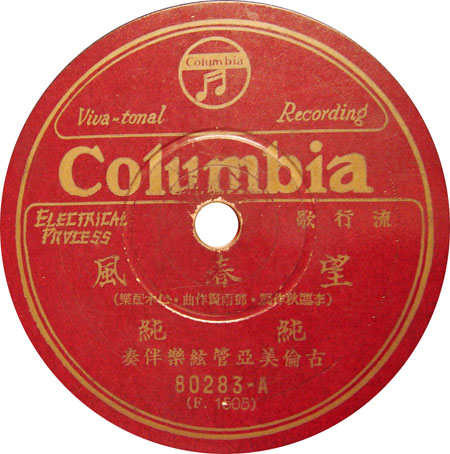
Un disco original de Bang Chhun Hong etiquetados con "纯纯", el nombre de Sun-sun.

Estuvo activo en la década de los años 1930 y principios de los años 1940. Cantó muchas canciones que se hicieron muy populares en Taiwán y Japón. Algunos de sus álbumes discográficos fueron Hong Bang Chhun, Ia U Hoe, Cabra Ia Chhiu y Tho Hoe Khi Hiat Ki (桃花泣血 记), una canción que utilizaba para la publicidad en relación con Taiwán para una película del mismo nombre de Shanghái que tenía temas musicales cantadas en otras versiones como en inglés, autotitulado "The Girl Peach".